# 深見神社

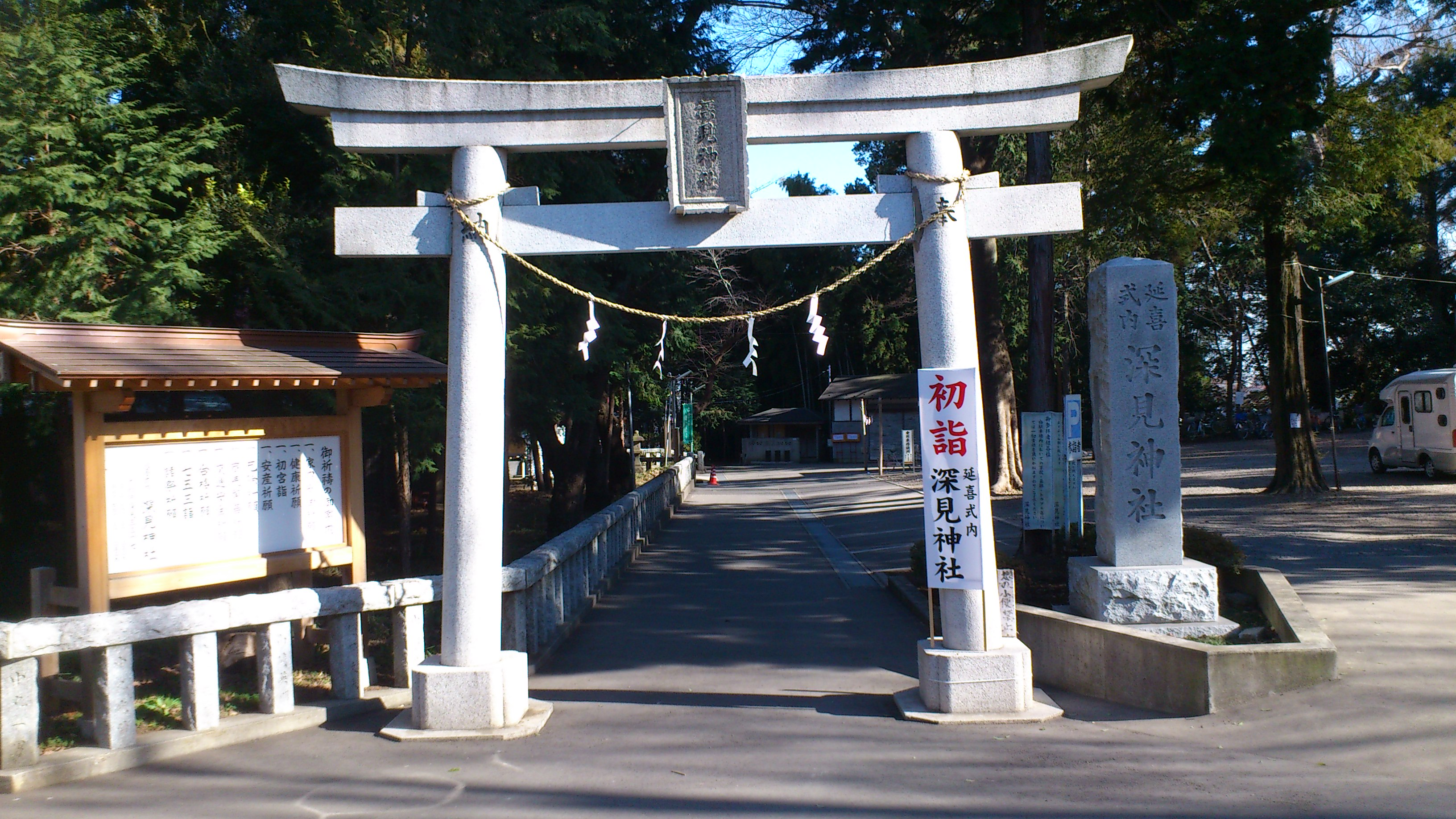
西側の鳥居（2013年1月撮影）

深見神社（ふかみじんじゃ）は、神奈川県大和市深見に鎮座する神社。西暦927年（延長5年）の『延喜式神名帳』に記載されている相模国の延喜式内社十三社の内の一社（小社）とされる。また、江戸時代の『新編相模国風土記稿』では「鹿島社」と記されている。

## 祭神
- 闇龗神（クラオカミ・雨神）
当社の創建当初の祭神と考えられる。2012年（平成24年）に境内社の御倉稲荷神社より合祀。
- 武甕槌神（タケミカヅチ・武運長久の神）
江戸時代前期に深見藩の領主であった坂本家が常陸国の鹿島神宮より勧請したとされ、以来、当社の祭神とされてきた。この時にこれまでの祭神であった闇龗神は境内社の御倉稲荷神社に合祀されたと考えられる。
- 建御名方神（タケミナカタ）
1909年（明治42年）、深見に鎮座していた境外末社の諏訪神社より当社祭神と同列にして合祀。

当社の祭神の変遷（移り変わり）については本項後述、「#祭神の変遷と別称「鹿島社」の由来」も参照。

## 由緒・歴史
1876年（明治9年）の火災により、社殿や古文書に至るまで全て焼失している。以下は当社に伝わる由緒であるが、『総国風土記』や『延喜式神名帳』などの歴史文献に記された内容を除き、正式な文書（史料）として今に残っているものではない。

### 深見と当社の起り（文献・社伝）
『総国風土記』によると「雄略天皇22年（478年）3月に創祭」とあるが、正確な創建時期は不明である。また、当時祀られていた祭神は「闇龗神」とも記述されている。一方で、明治時代に建御名方神が合祀されるまでの間に、何らかの経緯で闇龗神は当社（本殿）の祭神から外れて境内社の御倉稲荷神社の祭神となり、合祀が行われるまでは「武甕槌神」のみが当社（本殿）の祭神であった（現在有力とされるその経緯については後述）。
県史蹟調査員・石野瑛の説によれば、かつては相模湾の海がこの辺りまで深く入り込んでいて、舟・筏による交通が敷かれていたとされる（この入り江は「古深見入江」と仮称されている）。さらに、境川流域一帯を表す総称として、深見は「深海」または「深水」と古くは書かれていた。なお、深見という地名は、承平年間（931年-938年）に編纂された『倭名類従抄』に「相模国高座郡深見郷」と記されたのが文献上の初出となっており、ここでも現在の地域より広い範囲を表す総称となっている。
当社の縁起では、「東国の平定を目的とする武甕槌神（当社の祭神、タケミカヅチ）が舟師を率いて常陸鹿島より深海に進軍した際、伊弉諾神（イザナギ）の御子である倉稲魂神（ウカノミタマ）と闇龗神（クラオカミ）によりこの地が治められた。そして、雨神である闇龗神はこの地に美田を拓き土民による郷を開いた」とされており、これが深見の始まりとされる（両神は境内の御倉稲荷神社に祀られていたが、闇龗神が本殿に合祀されたことにより現在では倉稲魂神のみとなっている）。

### 当社に対する信仰
かつてより地元の民衆（地方土民）による信仰の中心とされてきたが、源頼朝や小田原北条、武田信玄のほか渋谷庄司重国、太田道灌らにも特に篤く信仰されてきた。徳川幕府による大坂の陣の折、当社で武運長久を祈願した旗本の坂本小左衛門重安はその際に田の寄進もしており、「鹿島田」として今に残っている。さらに、重安の養子で寺社奉行となった坂本重治は、当社を度々参拝しながら社殿の造営も行い、「相模國十三座之内深見神社」と記す社号標を建てたと今に伝えられている。坂本家は深見の当時の領主であった。

### 近代以降
1873年（明治6年）太政官布告で郷社に列せられた。しかし、3年後の1876年（明治9年）には隣の仏導寺の火災の煽りを受け、社殿から古文書に至るまで尽く焼失し荒廃、公称社格も不詳となった。1909年（明治42年）、深見の諏訪の森に鎮座していた末社の諏訪神社と合併し、祭神の「建御名方神」を当社へ同列に合祀した（相殿）。なお、この時点では仮の社殿（仮殿）であり本殿等は造られていない。以降、社殿等の復興が幾度も計画されるが実現に至らず、焼失から66年後の1941年（昭和16年）になってようやく現在の位置に再建された（当社社殿の他に鳥居、末社なども造られた）。翌年には再び郷社に列せられている（旧社格制度は1946年（昭和21年）に廃止された）。
2012年（平成24年）には再建70周年を記念して新しい社号標を建立し、『延喜式神名帳』に登載されている当時の祭神である「闇龗神」が御倉稲荷神社より本殿に合祀された。

## 摂社・末社等

### 境内社

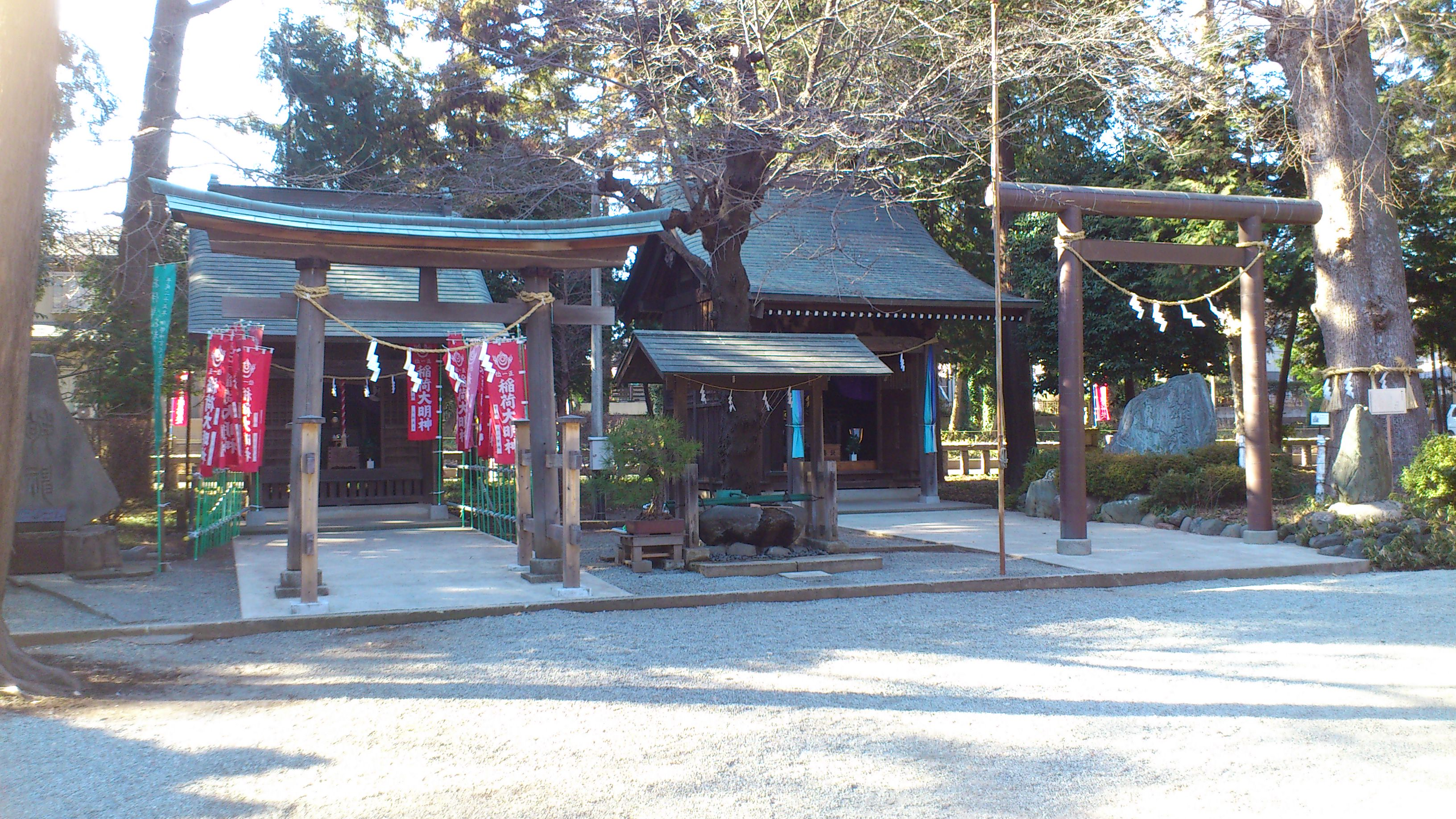
御倉稲荷と靖國社が並ぶ様子

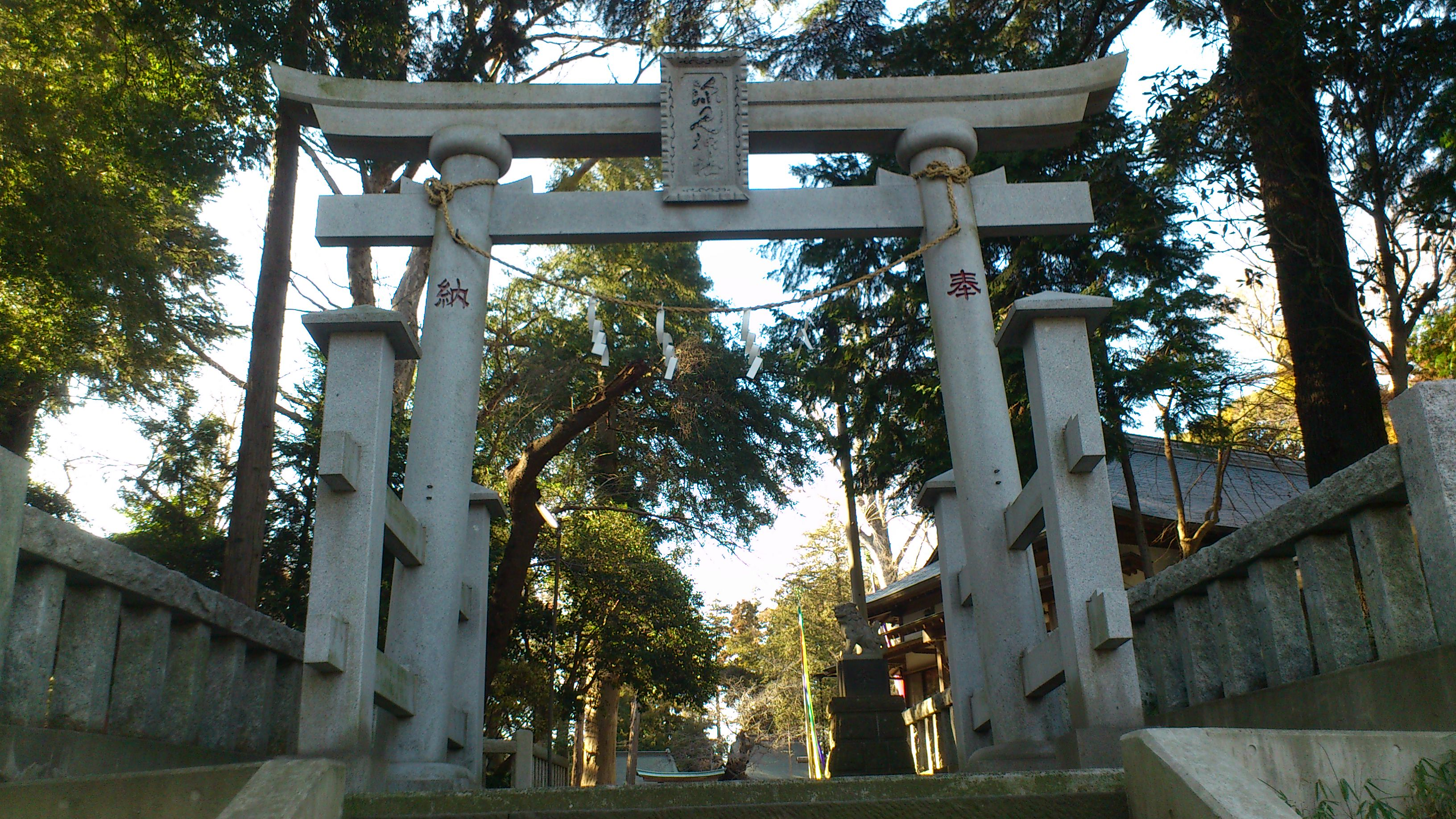
東側の鳥居：本来の鳥居とされ、ここから一直線上の御倉稲荷の辺りに旧社殿があったものと思われる

御倉稲荷神社と靖國社は当社拝殿の西側で、東向きに並ぶようにして鎮座している。

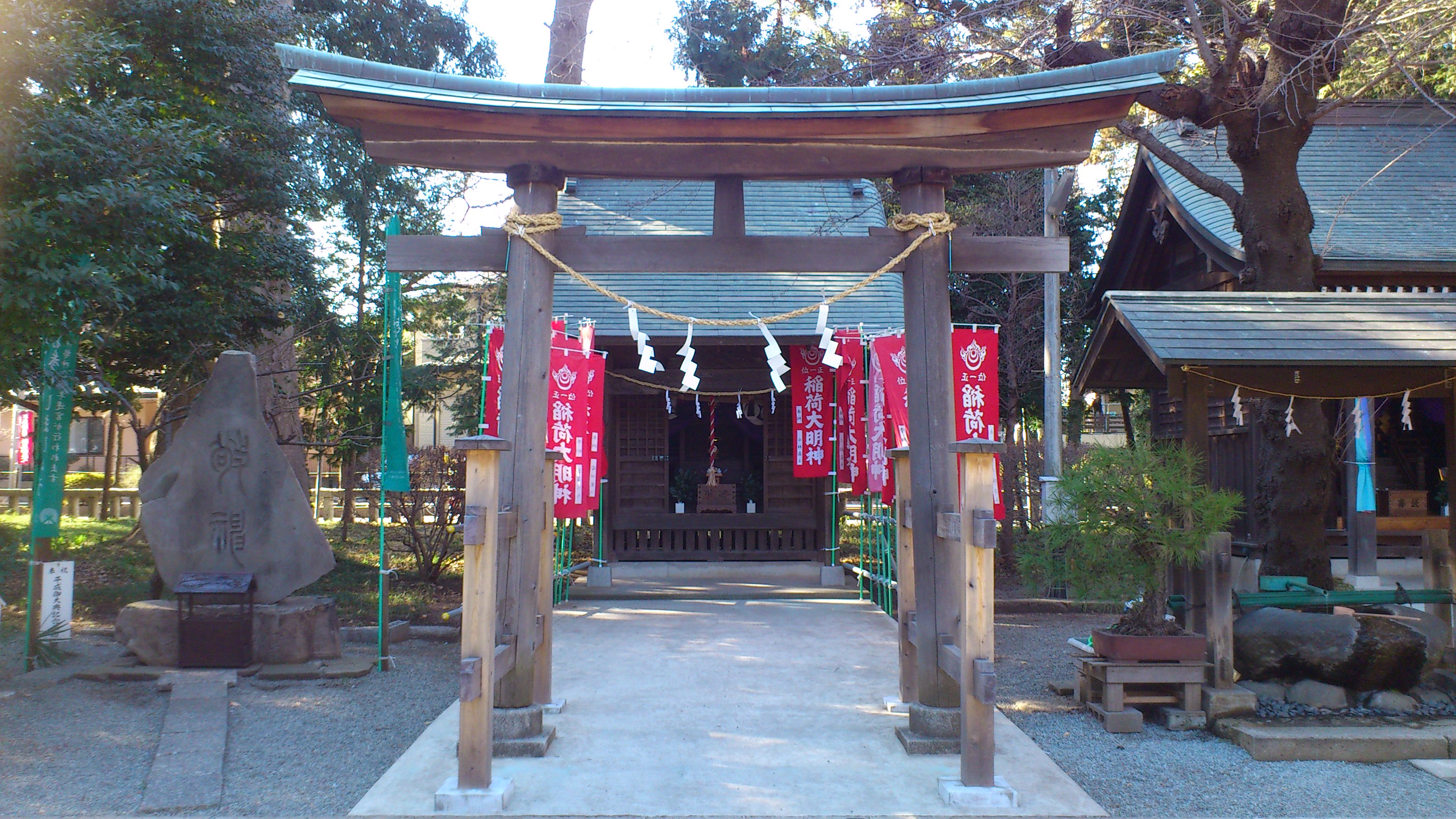
御倉稲荷神社（おくら稲荷）
倉稲魂神（ウカノミタマ）が祀られている。2012年（平成24年）までは、現在本殿の祭神である闇龗神（クラオカミ）も祀られていた。深見神社の古社地といわれ、かつては稲荷の辺りに当社の拝殿が東向きにあったとされる（現在は南向き）。
なお、現在の場所に社殿等が造られたのは、1941年（昭和16年）になってからのことである[5]。
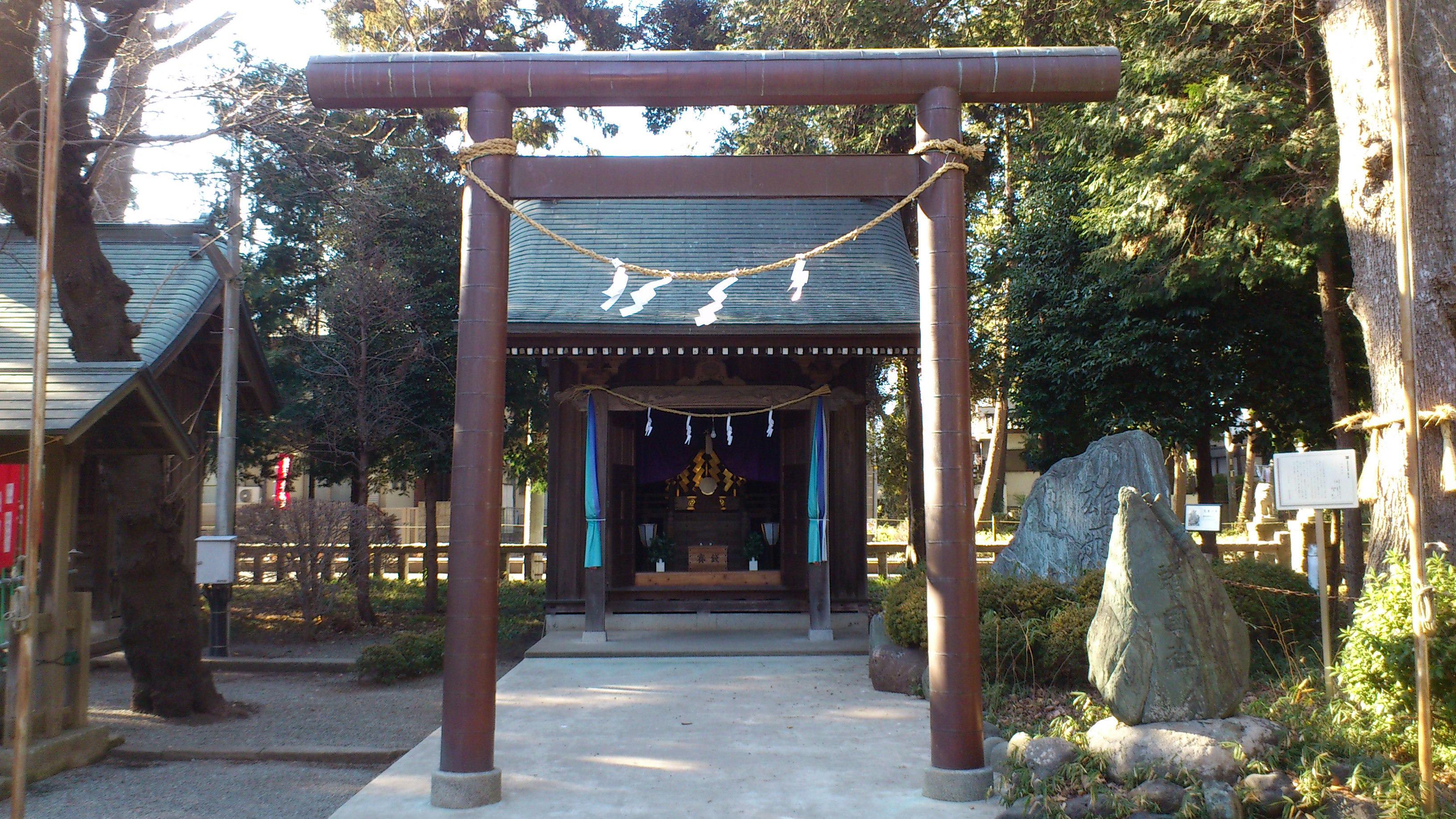
靖國社（厚木空神社、摂社）
厚木海軍飛行場の敷地内で1944年（昭和19年）11月に「厚木空神社」として創祀され、太平洋戦争による厚木航空隊（第三〇二海軍航空隊）の戦死者を祀っていたが、終戦後に廃祀（取除き）が命じられると1951年（昭和26年）4月7日、深見集落の戦没者を合祀して当社地に転社された[6]。
- 富澤稲荷神社
正確には当社の境内から直接行く事はできない（木で塞がれている）が、境内の南西の隅に鎮座している。当社の西側鳥居を南に通過してすぐの所に当稲荷の入口がある。深見で製糸会社を開設した富沢家所縁の稲荷社と考えられる[7]。

- 御倉稲荷神社
- 靖國社（厚木空神社）

### 境外社
- 八坂神社（末社） - 大和市深見3015（当社から北方へ徒歩5分程の場所）に鎮座。
- 八雲神社（末社） - 大和市深見481（当社から北方へ徒歩35分程の場所）に鎮座。

## 祭事
以下は祭事における伝統的な固定日付を掲載している。
- 1月1日 - 歳旦祭
- 2月3日 - 節分祭
- 9月15日 - 例大祭 （※現在は敬老の日の前日に行われている[2]）

## 祭神の変遷と別称「鹿島社」の由来
『総国風土記』では「雄略天皇22年（478年）3月に祀る所、闇龗神なり」とあり、創建当初よりの祭神は闇龗神であったと考えられている。
一方、別称の「鹿島社」という名称は、かつて当地の領主であった坂本家が鹿島神宮（現・茨城県に鎮座）の祭神を当社に勧請したためとされる。当社の祭神である武甕槌神はこの時に祀られたものといわれており、神奈川県神社庁著のかなしん出版『かながわの神社・ガイドブック』では、「江戸時代に入ってから坂本小左衛門重安が鹿島神宮の分霊である武甕槌神を祭神に置いたものである」と解説している。
この際にこれまでの祭神であった闇龗神は御倉稲荷神社の方に合祀されたと思われ、以来、武甕槌神のみが当社本殿の祭神とされてきた経緯がある。その後、1876年（明治9年）の火事以降に社殿も造られることなく荒廃していた当社の復興の一環として、1909年（明治42年）、同地域の末社・諏訪神社より建御名方神が合祀され、境内に仮殿が造られたのは前述の通りである。さらに、2012年（平成24年）には創建当初の祭神と思われる闇龗神が御倉稲荷神社より合祀され、当社の祭神は闇龗神、武甕槌神、建御名方神の三神となった。

## 境内の文化財
- 深見神社社号標（大和市指定重要有形文化財[10]）- 1791年（寛政3年）に建立。正面には「相模國十三座之内深見神社」と記されている[1]。江戸時代を通じて深見村の領主であった旗本坂本家の当主で、寺社奉行を務めて短期間ながら大名（深見藩主）に取り立てられた坂本内記重治（1630年（寛永7年）生まれ、1693年（元禄6年）に死去）が建立したとされる[11]が、先の建立年と重治の活動した年代が合わない。
- ハルニレ（大和市指定天然記念物[12]）- 樹齢500年となる幹周り4メートル、高さ43メートルの御神木。基本的に山地に自生するため、低地で育つのは全国的にも珍しい。何の木か不明であったことから、当社では古くより「なんじゃもんじゃの木」と呼ばれている。なお、かつてはこの木の北側に樹齢1300年余りとも伝えられる御神木の「延喜の松」があった[6][1]。

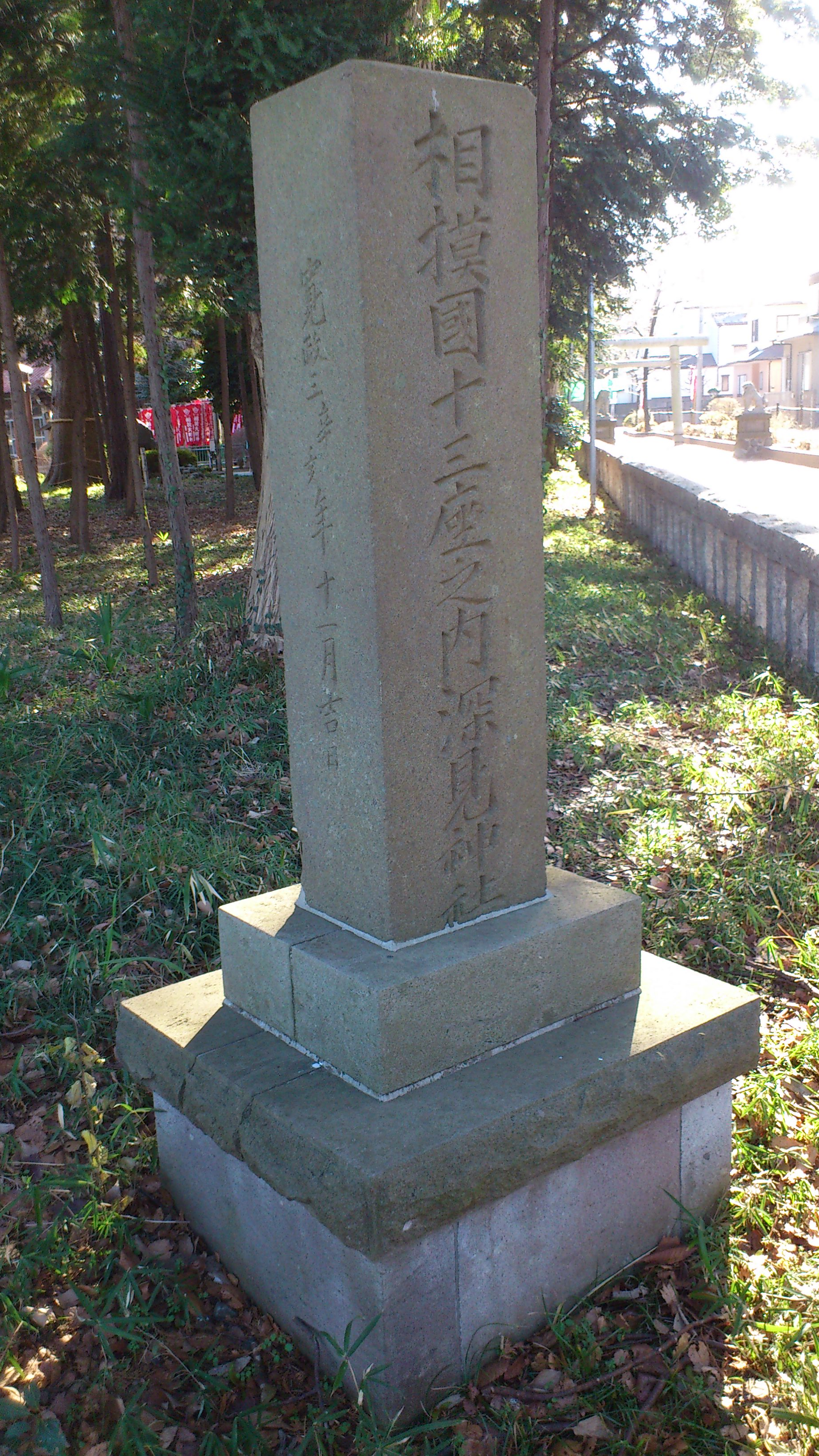
深見神社社号標 （側面に「寛政三辛亥年十一月吉日」（1791年）とある[13]）
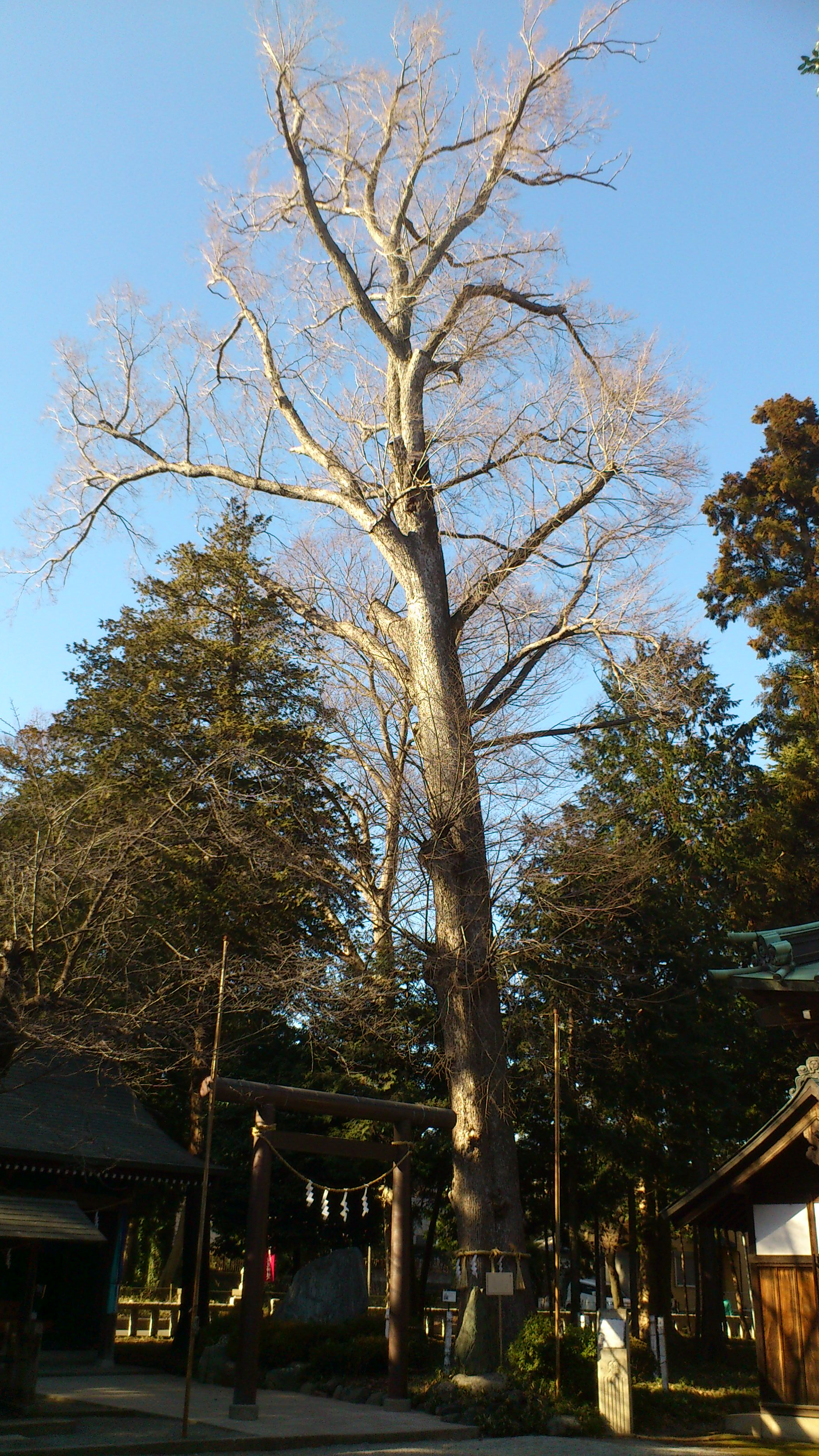
境内のハルニレ （冬場の様子、2013年1月撮影）
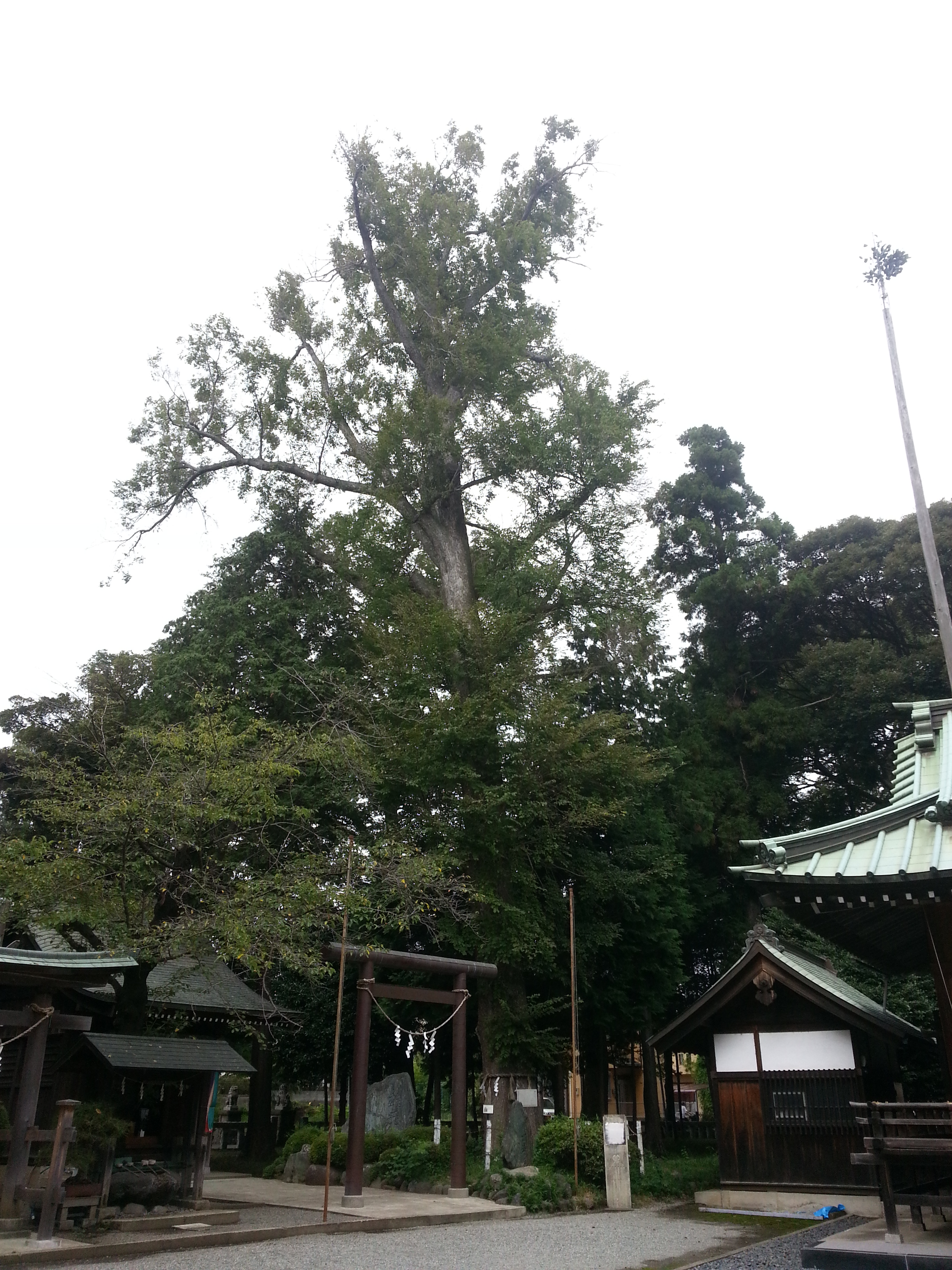
同じハルニレ、別の時期 （晩夏の様子、2013年9月撮影）

## 交通
- 相鉄線および小田急線「大和駅」より東へ徒歩10分〜15分程。

## その他

### 深見神社南遺跡
大和市コミュニティーセンター深見南会館の建設に先立ち、1988年（昭和63年）4月から7月に記録保存を目的とした発掘調査が実施された。この調査により奈良時代の竪穴建物跡1棟、平安時代の竪穴建物跡4棟および掘立柱建物跡2棟、近世の溝状遺構2条が発見されている。またこれら遺構からの遺物の他に、旧石器時代および縄文時代の石器なども発見されている。
第5号竪穴建物跡
第5号竪穴建物跡（3.7m×3.5mの長方形平面形・深さ0.3m程）は平安時代の9世紀後半〜末頃の遺構で、前述の溝状遺構により破壊されており柱や屋根なども残存していなかったが、東側にかまどがあり床下には粘土を貼り付けた土坑（用途不明、建物使用時には埋められていた）を持つ構造となっていた。建物跡の中からは日常什器の土器が多数出土している。この建物跡と同時期の遺構は他に発見されなかったが、周辺地域の調査が進展していくことで集落の全容が明らかになるものと期待されている。